# Zagrad pri Otočcu
Zagrad pri Otočcu je naselje u slovenskoj Općini Novom Mestu. Zagrad pri Otočcu se nalazi u pokrajini Dolenjskoj i statističkoj regiji Jugoistočnoj Sloveniji. 

## Stanovništvo
Prema popisu stanovništva iz 2002. godine naselje je imalo 33 stanovnika.